# Claire Donahue
Pour les articles homonymes, voir Donahue.
Claire Donahue née le 12 janvier 1989 à Dallas (Texas) est une nageuse américaine. Elle est médaillée d'or aux Jeux olympiques de 2012 avec le relais 4 x 100m en ayant participé aux series.

## Palmarès

### Jeux olympiques
- Jeux olympiques de 2012 à Londres ( Royaume-Uni) :
  -  Médaille d'or au titre du relais 4 × 100 m quatre nages[1].
  - Septième du 100 m papillon

### Championnats du monde

#### Grand bassin
- Championnats du monde 2013 à Barcelone ( Espagne) :
  -  Médaille d'or du relais 4 × 100 m quatre nages[1].

#### Petit bassin
- Championnats du monde 2012 à Istanbul ( Turquie) :
  -  Médaille de bronze du relais 4 × 100 m quatre nages.

### Jeux panaméricains
- Jeux panaméricains 2011 à Guadalajara (Mexique)
  -  Médaille d'or du 100 mètres papillon.
  -  Médaille d'or du relais 4 × 100 m quatre nages.